# Cantó de Cernay
El cantó de Cernay (alsacià kanton Sanne) és una divisió administrativa francesa situat al departament de l'Alt Rin i a la regió del Gran Est.

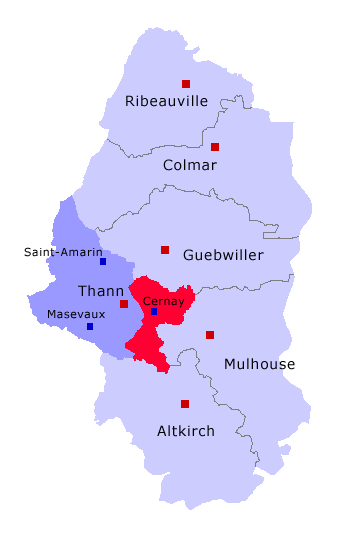
representació del cantó de Cernay al districte de Thann i al departament de l'Alt Rin

## Composició
El cantó aplega 11 comunes :
| Nom alsacià       | Nom francès         | Nom alemany     |
| Barnwiller        | Bernwiller          | Bernwiller      |
| Ewerburnhaipt     | Burnhaupt-le-Haut   | Oberburnhaupt   |
| Neederàschbàch    | Aspach-le-Bas       | Niederaspach    |
| Neederburnhaipt   | Burnhaupt-le-Bas    | Niederburnhaupt |
| Sanne             | Cernay (Alt Rin)    | Sennheim        |
| Schwaighüse-Thànn | Schweighouse-Thann  | Schweighausen   |
| Stàffelfalde      | Staffelfelden       | Staffelfelden   |
| Staibàch          | Steinbach (Alt Rin) | Steinbach       |
| Üffholz           | Uffholtz            | Uffholz         |
| Wàttwiller        | Wattwiller          | Wattweiler      |
| Wittelse          | Wittelsheim         | Wittelsheim     |

## Conseller general de l'Alt Rin
- 2008-2014: Pierre Vogt
- 2001-2008: Charles Wilhelm